# Danh sách chính khách LGBT ở Tây Ban Nha
Đây là danh sách những người Tây Ban Nha đồng tính nữ, đồng tính nam và song tính và chuyển giới (LGBT) đã từng phục vụ trong Cortes Generales của Tây Ban Nha, chính phủ Tây Ban Nha hoặc quốc hội khu vực.
Tính đến  tháng 2 năm 2022, 29 thành viên của cộng đồng LGBT được biết đến là những người đã giữ chức vụ trong Cortes Generales của Tây Ban Nha. Tại Đại hội, 24 người LGBT đã giữ chức vụ; tại Thượng viện, 11 người giữ chức vụ. Năm người, Jerónimo Saavedra, Miriam Blasco, Antonio Hurtado, María Freixanet, Javier Maroto và Jesús Vázquez đã phục vụ ở cả hai Quốc hội. Nghị sĩ LGBT được biết đến sớm nhất là Jerónimo Saavedra, cũng là thượng nghị sĩ LGBT công khai được biết đến sớm nhất, mặc dù ông đã không công khai trong nhiệm kỳ của mình. Do đó, người đứng đầu LGBT công khai sớm nhất là Ernesto Gasco. Hiện có 10 thành viên LGBT công khai của Đại hội Đại biểu lần thứ 14: 5 trong số họ thuộc Đảng Công nhân Xã hội Tây Ban Nha hoặc Đảng Xã hội của Catalonia, hai trong số họ thuộc liên minh Unidas Podemos, một thuộc Đảng Nhân dân, một thuộc Navarra Suma và một thuộc Đảng Dân chủ châu Âu Catalan; và bốn thượng nghị sĩ LGBT công khai, ba từ Đảng Nhân dân và một từ Đảng Công nhân Xã hội Chủ nghĩa Tây Ban Nha.

## Thượng viện
Tất cả các thượng nghị sĩ được liệt kê đều là thành viên công khai của cộng đồng LGBT trừ khi có quy định khác:
   Công khai sau khi phục vụ
 ‡  Sau khi được xác định là LGBT
| Thượng nghị sĩ | Thượng nghị sĩ      | Đảng | Đảng                              | Được bầu bởi                            | Nhiệm kỳ             | Nhiệm kỳ            | Ghi chú |
| Thượng nghị sĩ | Thượng nghị sĩ      | Đảng | Đảng                              | Được bầu bởi                            | Bắt đầu              | Kết thúc            | Ghi chú |
| -------------- | ------------------- | ---- | --------------------------------- | --------------------------------------- | -------------------- | ------------------- | --- |
|                | Jerónimo Saavedra   |      | Đảng Công nhân Xã hội Tây Ban Nha | Được chỉ định khu vực (Quần đảo Canary) | 20 tháng 7 năm 1999  | 22 tháng 7 năm 2003 | Saavedra trở thành thượng nghị sĩ LGBT công khai đầu tiên và là chính khách LGBT công khai đầu tiên của Tây Ban Nha sau chế độ độc tài Franco. |
|                | Miriam Blasco       |      | Đảng Nhân dân                     | Được bầu (Valencia)                     | 12 tháng 3 năm 2000  | 26 tháng 9 năm 2011 | Blasco công khai vào năm 2017, khi bà tuyên bố đã kết hôn từ năm 2015 với đối thủ cũ của bà từ Thế vận hội năm 1992, Nicola Fairbrother, sau 22 năm mối quan hệ. Trước đây bà đã kết hôn với một người đàn ông, Alfredo Aracil. Trong nhiệm kỳ của mình, bà đã bỏ phiếu chống lại dự luật hôn nhân đồng giới. |
|                | Antonio Hurtado     |      | Đảng Công nhân Xã hội Tây Ban Nha | Được bầu (Córdoba)                      | 9 tháng 3 năm 2008   | 26 tháng 9 năm 2011 | Hurtado là người đồng tính công khai. |
|                | Jesús Martín        |      | Đảng Công nhân Xã hội Tây Ban Nha | Được bầu (Ciudad Real)                  | 20 tháng 11 năm 2011 | Đương nhiệm         | Martín là người đồng tính công khai. |
|                | Pilar Lima          |      | Podemos                           | Được chỉ định khu vực (Valencia)        | 22 tháng 7 năm 2015  | 15 tháng 5 năm 2019 | Lima trở thành thượng nghị sĩ đồng tính nữ công khai đầu tiên. |
|                | María Freixanet     |      | Catalonia in Common               | Được bầu (Barcelona)                    | 20 tháng 12 năm 2015 | 21 tháng 5 năm 2019 | Freixanet là người đồng tính nữ công khai. |
|                | Iñaki Oyarzábal     |      | Đảng Nhân dân                     | Được bầu (Ávila)                        | 26 tháng 6 năm 2016  | 5 tháng 3 năm 2019  | Oyarzábal công nhận đồng tính của mình vào tháng 6 năm 2012, sau khi đồng ý góp mặt trong danh sách những người Tây Ban Nha đồng tính có ảnh hưởng nhất. |
|                | Eduardo Rubiño      |      | Más Madrid                        | Được chỉ định khu vực (Madrid)          | 11 tháng 7 năm 2019  | 12 tháng 7 năm 2021 | Rubiño là người đồng tính công khai. |
|                | Javier Maroto       |      | Đảng Nhân dân                     | Được chỉ định khu vực (Castile và León) | 24 tháng 7 năm 2019  | Đương nhiệm         | |
|                | Jesús Vázquez       |      | Đảng Nhân dân                     | Được chỉ định khu vực (Galicia)         | 26 tháng 6 năm 2019  | Đương nhiệm         | |
|                | Jaime de los Santos |      | Đảng Nhân dân                     | Được chỉ định khu vực (Madrid)          | 9 tháng 7 năm 2021   | Đương nhiệm         | |

## Đại hội Đại biểu
Tất cả các đại biểu được liệt kê đều là thành viên công khai của cộng đồng LGBT trừ khi có quy định khác:
   Công khai sau khi phục vụ
 ‡  Sau khi được xác định là LGBT
| Đại biểu            | Đại biểu                 | Đảng                                 | Đảng                                           | Tỉnh       | Nhiệm kỳ             | Nhiệm kỳ             | Ghi chú |
| Đại biểu            | Đại biểu                 | Đảng                                 | Đảng                                           | Tỉnh       | Bắt đầu              | Kết thúc             | Ghi chú |
| ------------------- | ------------------------ | ------------------------------------ | ---------------------------------------------- | ---------- | -------------------- | -------------------- | --- |
|                     | Jerónimo Saavedra        |                                      | Đảng Công nhân Xã hội Tây Ban Nha              | Las Palmas | 15 tháng 6 năm 1977  | 26 tháng 5 năm 1983  | Saavedra công khai muộn hơn vào năm 2000, trong nhiệm kỳ của mình với tư cách là Thượng nghị sĩ. |
| 3 tháng 3 năm 1996  | Jerónimo Saavedra        | 6 tháng 7 năm 1999                   | Đảng Công nhân Xã hội Tây Ban Nha              | Las Palmas |                      |                      | Saavedra công khai muộn hơn vào năm 2000, trong nhiệm kỳ của mình với tư cách là Thượng nghị sĩ. |
|                     | Miquel Iceta             |                                      | Đảng Xã hội Catalonia                          | Barcelona  | 27 tháng 3 năm 1996  | 5 tháng 11 năm 1999  | Iceta công khai vào ngày 13 tháng 11 năm 1999. |
|                     | Ernesto Gasco            |                                      | Đảng Công nhân Xã hội Tây Ban Nha              | Gipuzkoa   | 1 tháng 4 năm 2008   | 14 tháng 5 năm 2009  | Gasco là đại biểu Tây Ban Nha đầu tiên phục vụ công khai. Mối quan hệ hợp tác trong nước của ông với bạn trai vào năm 2003 đã trở thành mối quan hệ đầu tiên thuộc loại đó. Năm 2005, sau khi dự luật hôn nhân đồng giới được thông qua, họ đã trở thành cuộc hôn nhân đồng giới đầu tiên của hai chính khách ở Tây Ban Nha. When he was elected in 2008, he became the first married gay deputy. |
|                     | Jesús Vázquez            |                                      | Đảng Nhân dân                                  | Ourense    | 1 tháng 4 năm 2008   | 20 tháng 5 năm 2009  | Vázquez Abad là ủy viên hội đồng đầu tiên của Đảng Nhân dân bảo thủ kết hôn với bạn đời của mình. |
|                     | Ángeles Álvarez          |                                      | Đảng Công nhân Xã hội Tây Ban Nha              | Madrid     | 13 tháng 12 năm 2011 | 27 tháng 10 năm 2015 | Álvarez kết hôn với bạn gái của mình vào ngày 28 tháng 10 năm 2005, hôn nhân đồng giới nữ đầu tiên được chính thức tổ chức tại Hội đồng Thành phố Madrid sau khi dự luật hôn nhân đồng giới được thông qua. |
| 19 tháng 6 năm 2016 | Ángeles Álvarez          | 3 tháng 3 năm 2019                   | Đảng Công nhân Xã hội Tây Ban Nha              | Madrid     |                      |                      | Álvarez kết hôn với bạn gái của mình vào ngày 28 tháng 10 năm 2005, hôn nhân đồng giới nữ đầu tiên được chính thức tổ chức tại Hội đồng Thành phố Madrid sau khi dự luật hôn nhân đồng giới được thông qua. |
|                     | Antonio Hurtado          |                                      | Đảng Công nhân Xã hội Tây Ban Nha              | Córdoba    | 13 tháng 12 năm 2011 | 5 tháng 3 năm 2019   | |
| 25 tháng 2 năm 2020 | Antonio Hurtado          | Đương nhiệm                          | Đảng Công nhân Xã hội Tây Ban Nha              | Córdoba    |                      |                      | |
|                     | Felipe Sicilia           |                                      | Đảng Công nhân Xã hội Tây Ban Nha              | Jaén       | 13 tháng 12 năm 2011 | Đương nhiệm          | Sicilia công khai là người đồng tính. |
|                     | Miriam Blasco            |                                      | Đảng Nhân dân                                  | Alicante   | 13 tháng 12 năm 2011 | 27 tháng 10 năm 2015 | |
|                     | Ricardo Sixto            |                                      | United Left                                    | Valencia   | 13 tháng 12 năm 2011 | 20 tháng 5 năm 2019  | Sixto là đồng tính công khai. |
|                     | José Manuel Girela       |                                      | Đảng Công nhân Xã hội Tây Ban Nha              | Seville    | 8 tháng 7 năm 2014   | 27 tháng 10 năm 2015 | Girela là người đồng tính công khai. |
|                     | Lucía Martín             |                                      | In Common We Can                               | Barcelona  | 20 tháng 12 năm 2015 | 21 tháng 4 năm 2019  | Martín công khai là LGBT. |
|                     | María Such               |                                      | Đảng Công nhân Xã hội Tây Ban Nha              | Valencia   | 5 tháng 1 năm 2016   | 8 tháng 8 năm 2016   | Chẳng hạn kết hôn với bạn gái của bà vào năm 2020. |
|                     | María del Mar García     |                                      | Podemos                                        | Barcelona  | 13 tháng 1 năm 2016  | Đương nhiệm          | García là người song tính công khai. |
|                     | Sergi Miquel             |                                      | Đảng Dân chủ châu Âu Catalan                   | Girona     | 5 tháng 7 năm 2016   | Đương nhiệm          | Miquel là người đồng tính công khai. |
|                     | Joan Mena                |                                      | Catalonia in Common                            | Barcelona  | 13 tháng 7 năm 2016  | Đương nhiệm          | Mena là người đồng tính công khai. |
|                     | Javier Maroto            |                                      | Đảng Nhân dân                                  | Álava      | 18 tháng 10 năm 2016 | 5 tháng 3 năm 2019   | Maroto tuyên bố kết hôn với người bạn đời 19 năm vào tháng 6 năm 2015. Các đại diện từ Đảng Nhân dân bảo thủ đã hỗ trợ đám cưới, gây ra những lời chỉ trích sau khi họ được biết đến là phản đối luật hôn nhân đồng tính. |
|                     | Arnau Ramírez            |                                      | Đảng Xã hội Catalonia                          | Barcelona  | 21 tháng 5 năm 2019  | Đương nhiệm          | Ramírez công khai là người đồng tính. |
|                     | María Freixanet          |                                      | Catalonia in Common                            | Barcelona  | 21 tháng 5 năm 2019  | 24 tháng 9 năm 2019  | Freixanet là công khai lesbian. |
|                     | Sergio Sayas             |                                      | Navarra Suma (cho đến ngày 1 tháng 3 năm 2022) | Navarre    | 21 tháng 5 năm 2019  | Đương nhiệm          | Sayas công khai là người đồng tính. |
|                     | Sergio Sayas             | Độc lập (từ ngày 1 tháng 3 năm 2022) |                                                | Navarre    | 21 tháng 5 năm 2019  | Đương nhiệm          | Sayas công khai là người đồng tính. |
|                     | Fernando Grande-Marlaska |                                      | Đảng Công nhân Xã hội Tây Ban Nha              | Cádiz      | 21 tháng 5 năm 2019  | 21 tháng 2 năm 2020  | Grande-Marlaska là người đồng tính công khai và kết hôn với bạn trai của mình vào năm 2005 sau khi luật hôn nhân đồng tính được thông qua. |
|                     | Francisco Polo           |                                      | Đảng Xã hội Catalonia                          | Barcelona  | 21 tháng 5 năm 2019  | 27 tháng 1 năm 2020  | Polo là người đồng tính công khai. |
|                     | Pablo Montesinos         |                                      | Đảng Nhân dân                                  | Málaga     | 21 tháng 5 năm 2019  | Đương nhiệm          | Montesinos công khai là LGBT |
|                     | Raquel Pedraja           |                                      | Đảng Công nhân Xã hội Tây Ban Nha              | La Rioja   | 18 tháng 2 năm 2020  | Đương nhiệm          | Pedraja là công khai đồng tính nữ. |
|                     | Lázaro Azorín            |                                      | Đảng Công nhân Xã hội Tây Ban Nha              | Alicante   | 25 tháng 2 năm 2020  | Đương nhiệm          | Azorín là người đồng tính công khai. |

## Chính phủ
Ngoài ra, một số thành viên của chính phủ Tây Ban Nha, có mặt trong Cortes Generales của Tây Ban Nha nhưng không có quyền bầu cử, thuộc cộng đồng LGBT.
Tất cả các bộ trưởng được liệt kê đều là thành viên công khai của cộng đồng LGBT trừ khi có quy định khác:
   Công khai sau khi phục vụ
 ‡  Sau khi được xác định là LGBT
| Bộ trưởng                         | Bộ trưởng                | Đảng                | Đảng                              | Bộ                                                 | Nhiệm kỳ            | Nhiệm kỳ             | Ghi chú                              |
| Bộ trưởng                         | Bộ trưởng                | Đảng                | Đảng                              | Bộ                                                 | Bắt đầu             | Kết thúc             | Ghi chú                              |
| --------------------------------- | ------------------------ | ------------------- | --------------------------------- | -------------------------------------------------- | ------------------- | -------------------- | ------------------------------------ |
|                                   | Jerónimo Saavedra        |                     | Đảng Công nhân Xã hội Tây Ban Nha | Bộ trưởng Bộ hành chính công                       | 14 tháng 7 năm 1993 | 3 tháng 7 năm 1995   |                                      |
| Bộ trưởng Bộ Giáo dục và Khoa học | Jerónimo Saavedra        | 3 tháng 7 năm 1995  | Đảng Công nhân Xã hội Tây Ban Nha | 5 tháng 5 năm 1996                                 |                     |                      |                                      |
|                                   | Miguel Sebastián         |                     | Đảng Công nhân Xã hội Tây Ban Nha | Bộ trưởng Bộ Công nghiệp, Du lịch và Thương mại    | 14 tháng 4 năm 2008 | 22 tháng 12 năm 2011 |                                      |
|                                   | Màxim Huerta             |                     | Độc lập                           | Bộ trưởng Bộ Văn hóa và Thể thao                   | 7 tháng 6 năm 2018  | 14 tháng 6 năm 2018  | Huerta là người đồng tính công khai. |
|                                   | Fernando Grande-Marlaska |                     | Đảng Công nhân Xã hội Tây Ban Nha | Bộ trưởng Bộ Nội vụ                                | 7 tháng 6 năm 2018  | Đương nhiệm          |                                      |
|                                   | Miquel Iceta             |                     | Đảng Xã hội Catalonia             | Bộ trưởng Bộ Chính sách Lãnh thổ và Dịch vụ Dân sự | 27 tháng 1 năm 2021 | 12 tháng 7 năm 2021  |                                      |
| Bộ trưởng Bộ Văn hóa và Thể thao  | Miquel Iceta             | 12 tháng 7 năm 2021 | Đảng Xã hội Catalonia             | Đương nhiệm                                        |                     |                      |                                      |

## Quốc hội Andalucia
| Nghị sĩ             | Nghị sĩ        | Đảng                | Đảng                              | Nhiệm kỳ             | Nhiệm kỳ            | Ghi chú                              |
| Nghị sĩ             | Nghị sĩ        | Đảng                | Đảng                              | Bắt đầu              | Kết thúc            | Ghi chú                              |
| ------------------- | -------------- | ------------------- | --------------------------------- | -------------------- | ------------------- | ------------------------------------ |
|                     | Felipe Sicilia |                     | Đảng Công nhân Xã hội Tây Ban Nha | 10 tháng 10 năm 2007 | 1 thangq 4 năm 2008 |                                      |
| 25 tháng 9 năm 2009 | Felipe Sicilia | 1 tháng 12 năm 2011 | Đảng Công nhân Xã hội Tây Ban Nha |                      |                     |                                      |
|                     | Antonio Maíllo |                     | United Left                       | 16 tháng 4 năm 2015  | 18 tháng 6 năm 2019 | Maíllo công khai là người đồng tính. |

## Quốc hội xứ Basque
| Nghị sĩ | Nghị sĩ         | Đảng | Đảng               | Nhiệm kỳ             | Nhiệm kỳ            | Ghi chú                                                  |
| Nghị sĩ | Nghị sĩ         | Đảng | Đảng               | Bắt đầu              | Kết thúc            | Ghi chú                                                  |
| ------- | --------------- | ---- | ------------------ | -------------------- | ------------------- | -------------------------------------------------------- |
|         | Iñaki Oyarzábal |      | Đảng Nhân dân      | 31 tháng 5 năm 1996  | 26 tháng 6 năm 2016 | Oyarzábal công khai vào năm 2012.                        |
|         | Javier Maroto   |      | Đảng Nhân dân      | 20 tháng 11 năm 2012 | 30 tháng 6 năm 2015 |                                                          |
|         | Eukene Arana    |      | Elkarrekin Podemos | 21 tháng 10 năm 2016 | 11 tháng 2 năm 2020 | Arana là đồng tính nữ công khai và mẹ của cặp song sinh. |

## Quốc hội Canaria
| Thượng nghị sĩ      | Thượng nghị sĩ    | Đảng                | Đảng                              | Nhiệm kỳ           | Nhiệm kỳ            | Ghi chú |
| Thượng nghị sĩ      | Thượng nghị sĩ    | Đảng                | Đảng                              | Bắt đầu            | Kết thúc            | Ghi chú |
| ------------------- | ----------------- | ------------------- | --------------------------------- | ------------------ | ------------------- | ------- |
|                     | Jerónimo Saavedra |                     | Đảng Công nhân Xã hội Tây Ban Nha | 8 tháng 5 năm 1983 | 14 tháng 7 năm 1993 |         |
| 13 tháng 6 năm 1999 | Jerónimo Saavedra | 25 tháng 5 năm 2003 | Đảng Công nhân Xã hội Tây Ban Nha |                    |                     |         |

## Hội đồng Extremaduran
| Nghị sĩ | Nghị sĩ             | Đảng | Đảng        | Nhiệm kỳ            | Nhiệm kỳ            | Ghi chú                                                                                           |
| Nghị sĩ | Nghị sĩ             | Đảng | Đảng        | Bắt đầu             | Kết thúc            | Ghi chú                                                                                           |
| ------- | ------------------- | ---- | ----------- | ------------------- | ------------------- | ------------------------------------------------------------------------------------------------- |
|         | Víctor Manuel Casco |      | United Left | 21 tháng 7 năm 2011 | 30 tháng 3 năm 2015 | Casco công khai trong khi bảo vệ một đề xuất liên quan đến việc bảo vệ Nhân quyền của người LGBT. |

## Hội đồng Madrid
| Nghị sĩ | Nghị sĩ               | Đảng | Đảng                              | Nhiệm kỳ                | Nhiệm kỳ           | Ghi chú |
| Nghị sĩ | Nghị sĩ               | Đảng | Đảng                              | Bắt đầu                 | Kết thúc           | Ghi chú |
| ------- | --------------------- | ---- | --------------------------------- | ----------------------- | ------------------ | --- |
|         | Carla Antonelli       |      | Đảng Công nhân Xã hội Tây Ban Nha | 7 tháng 6 năm 2011      | 8 tháng 6 năm 2021 | Khi được bầu, Antonelli trở thành người chuyển giới đầu tiên được bổ nhiệm vào cơ quan lập pháp ở Tây Ban Nha và được bầu lại vào năm 2015 và 2019. Bà không giữ được ghế của mình sau cuộc bầu cử khu vực năm 2021. Bà là người chuyển giới đầu tiên và duy nhất cho đến nay phục vụ trong bất kỳ cơ quan lập pháp khu vực hoặc quốc gia nào ở Tây Ban Nha. |
|         | Eduardo Rubiño        |      | Más Madrid                        | 9 tháng 6 năm 2015      | Đương nhiệm        | |
|         | Beatriz Gimeno        |      | Podemos                           | 9 tháng 6 năm 2015      | Đương nhiệm        | Nhà hoạt động lịch sử, bà công khai là đồng tính nữ. Bà đã kết hôn từ năm 2005 đến năm 2012. |
|         | Jaime de los Santos   |      | Đảng Nhân dân                     | 11 tháng 6 năm 2019     | Đương nhiệm        | De los Santos là người đồng tính công khai. |
|         | Purificación Causapié |      | Đảng Công nhân Xã hội Tây Ban Nha | 11 tháng 6 năm 2019     | Đương nhiệm        | Causapié là công khai đồng tính nữ. |
|         | Paloma García Villa   |      | Unidas Podemos                    | 6 tháng 2 năm 2020      | Đương nhiệm        | García Villa công khai là LGBT. |
|         | Santiago Rivero       |      | Đảng Công nhân Xã hội Tây Ban Nha | ngày 8 tháng 6 năm 2021 | Đương nhiệm        | Rivero là người đồng tính công khai. |

## Quốc hội Catalonia
| Thượng nghị sĩ | Thượng nghị sĩ | Đảng                   | Đảng                     | Nhiệm kỳ             | Nhiệm kỳ            | Ghi chú                                                               |
| Thượng nghị sĩ | Thượng nghị sĩ | Đảng                   | Đảng                     | Bắt đầu              | Kết thúc            | Ghi chú                                                               |
| -------------- | -------------- | ---------------------- | ------------------------ | -------------------- | ------------------- | --------------------------------------------------------------------- |
|                | Miquel Iceta   |                        | Đảng Xã hội Catalonia    | 5 tháng 11 năm 1999  | 26 tháng 1 năm 2021 |                                                                       |
|                | Antoni Comín   |                        | Đảng Xã hội Catalonia    | 28 tháng 6 năm 2004  | 5 tháng 10 năm 2010 | Comín công khai năm 2006.                                             |
|                | Antoni Comín   | Cùng nhau vì Catalonia | 26 tháng 10 năm 2015     | 30 tháng 7 năm 2018  |                     | Comín công khai năm 2006.                                             |
|                | Santiago Vila  |                        | Hội tụ Dân chủ Catalonia | 10 tháng 11 năm 2006 | 12 tháng 2 năm 2013 | Vila là người đồng tính công khai.                                    |
|                | Jaume Collboni |                        | Đảng Xã hội Catalonia    | 16 tháng 12 năm 2010 | 14 tháng 3 năm 2014 | Collboni công khai là người đồng tính và đã kết hôn cho đến năm 2016. |

## Quốc hội Galicia
| Nghị sĩ | Nghị sĩ       | Đảng | Đảng                           | Nhiệm kỳ            | Nhiệm kỳ    | Ghi chú |
| Nghị sĩ | Nghị sĩ       | Đảng | Đảng                           | Bắt đầu             | Kết thúc    | Ghi chú |
| ------- | ------------- | ---- | ------------------------------ | ------------------- | ----------- | ------- |
|         | Iria Carreira |      | Khối dân tộc chủ nghĩa Galicia | 11 tháng 8 năm 2020 | Đương nhiệm |         |

## Quốc hội Navarre
| Nghị sĩ | Nghị sĩ        | Đảng | Đảng                       | Nhiệm kỳ            | Nhiệm kỳ            | Ghi chú                                     |
| Nghị sĩ | Nghị sĩ        | Đảng | Đảng                       | Bắt đầu             | Kết thúc            | Ghi chú                                     |
| ------- | -------------- | ---- | -------------------------- | ------------------- | ------------------- | ------------------------------------------- |
|         | Sergio Sayas   |      | Liên minh Nhân dân Navarre | 18 tháng 6 năm 2007 | 13 tháng 5 năm 2019 |                                             |
|         | Koldo Martínez |      | Geroa Bai                  | 17 tháng 6 năm 2015 | 3 tháng 12 năm 2019 | Martínez công khai trong nhiệm kỳ của mình. |

## Quốc hội Quần đảo Balearic
| Nghị sĩ | Nghị sĩ         | Đảng | Đảng             | Nhiệm kỳ            | Nhiệm kỳ           | Ghi chú                             |
| Nghị sĩ | Nghị sĩ         | Đảng | Đảng             | Bắt đầu             | Kết thúc           | Ghi chú                             |
| ------- | --------------- | ---- | ---------------- | ------------------- | ------------------ | ----------------------------------- |
|         | Nel Martí       |      | Més per Menorca  | 1 tháng 6 năm 2011  | 2 tháng 5 năm 2019 | Martí công khai là người đồng tính. |
|         | Miquel Ensenyat |      | Més per Mallorca | 21 tháng 6 năm 2019 | Đương nhiệm        | Ensenyat là đồng tính công khai.    |

## Hội đồng vùng Murcia
| Nghị sĩ            | Nghị sĩ       | Đảng        | Đảng                              | Nhiệm kỳ | Nhiệm kỳ | Ghi chú                                           |
| Nghị sĩ            | Nghị sĩ       | Đảng        | Đảng                              | Bắt đầu  | Kết thúc | Ghi chú                                           |
| ------------------ | ------------- | ----------- | --------------------------------- | -------- | -------- | ------------------------------------------------- |
|                    | Rosa Peñalver |             | Đảng Công nhân Xã hội Tây Ban Nha | 2003     | 2008     | Peñalver là công khai đồng tính nữ và đã kết hôn. |
| 1 tháng 7 năm 2015 | Rosa Peñalver | Đương nhiệm | Đảng Công nhân Xã hội Tây Ban Nha |          |          | Peñalver là công khai đồng tính nữ và đã kết hôn. |

## Valencian Corts
| Nghị sĩ | Nghị sĩ        | Đảng                                 | Đảng                                       | Nhiệm kỳ            | Nhiệm kỳ            | Ghi chú                                |
| Nghị sĩ | Nghị sĩ        | Đảng                                 | Đảng                                       | Bắt đầu             | Kết thúc            | Ghi chú                                |
| ------- | -------------- | ------------------------------------ | ------------------------------------------ | ------------------- | ------------------- | -------------------------------------- |
|         | Francesc Ferri |                                      | Compromís                                  | 1 tháng 7 năm 2015  | 17 tháng 1 năm 2022 | Ferri công khai là người đồng tính.    |
|         | Jesús Salmerón |                                      | Công dân (cho đến ngày 7 tháng 5 năm 2021) | 16 tháng 5 năm 2019 | Đương nhiệm         | Salmerón là người đồng tính công khai. |
|         | Jesús Salmerón | Độc lập (từ ngày 7 tháng 5 năm 2021) |                                            | 16 tháng 5 năm 2019 | Đương nhiệm         | Salmerón là người đồng tính công khai. |
|         | Pilar Lima     |                                      | Podemos                                    | 16 tháng 5 năm 2019 | Đương nhiệm         |                                        |

## Thị trưởng
| Thị trưởng | Thị trưởng                   | Đảng | Đảng                                                | Thành phố             | Dân số (2018) | Khu vực            | Nhiệm kỳ            | Nhiệm kỳ            | Ghi chú                                                    |
| Thị trưởng | Thị trưởng                   | Đảng | Đảng                                                | Thành phố             | Dân số (2018) | Khu vực            | Bắt đầu             | Kết thúc            | Ghi chú                                                    |
| ---------- | ---------------------------- | ---- | --------------------------------------------------- | --------------------- | ------------- | ------------------ | ------------------- | ------------------- | ---------------------------------------------------------- |
|            | Francisco Maroto             |      | Đảng Công nhân Xã hội Tây Ban Nha                   | Campillo de Ranas     | 147           | Castile-La Mancha  | 23 tháng 6 năm 2003 | Đương nhiệm         |                                                            |
|            | Jesús Martín                 |      | Đảng Công nhân Xã hội Tây Ban Nha                   | Valdepeñas            | 30,210        | Castile-La Mancha  | 23 tháng 6 năm 2003 | Đương nhiệm         |                                                            |
|            | Miquel Ensenyat              |      | Més per Mallorca                                    | Esporles              | 5,020         | Quần đảo Balearic  | 4 tháng 6 năm 2005  | 13 tháng 6 năm 2015 | Ensenyat là người đồng tính công khai.                     |
|            | Jerónimo Saavedra            |      | Đảng Công nhân Xã hội Tây Ban Nha                   | Las Palmas            | 378,517       | Quần đảo Canary    | 16 tháng 6 năm 2007 | 11 tháng 6 năm 2011 |                                                            |
|            | Teodoro Sosa                 |      | Khối dân tộc chủ nghĩa nông thôn-Chim hoàng yến mới | Gáldar                | 24,209        | Quần đảo Canary    | 6 tháng 7 năm 2007  | Đương nhiệm         | Ông nhận ra mình đồng tính luyến ái vào năm 2010.          |
|            | Javier Maroto                |      | Đảng Nhân dân                                       | Vitoria               | 249,176       | Xứ Basque          | 11 tháng 6 năm 2011 | 13 tháng 6 năm 2015 |                                                            |
|            | Francisco Javier Pérez Diego |      | Đảng Công nhân Xã hội Tây Ban Nha                   | Clavijo               | 273           | La Rioja           | 11 tháng 6 năm 2011 | 13 tháng 6 năm 2015 | Pérez Diego là người đồng tính công khai.                  |
|            | Lázaro Azorín                |      | Đảng Công nhân Xã hội Tây Ban Nha                   | Pinoso                | 8,142         | Cộng đồng Valencia | 11 tháng 6 năm 2011 | Đương nhiệm         |                                                            |
|            | Ada Colau                    |      | Barcelona en Comú                                   | Barcelona             | 1,620,343     | Catalonia          | 13 tháng 6 năm 2015 | Đương nhiệm         | Colau công khai song tính vào năm 2017.                    |
|            | Vicent Muñoz                 |      | Compromís                                           | Font de la Figuera    | 2,038         | Cộng đồng Valencia | 13 tháng 6 năm 2015 | Đương nhiệm         | Muñoz công khai là người đồng tính.                        |
|            | Rafael Martínez              |      | Đảng Công nhân Xã hội Tây Ban Nha                   | San Martín de la Vega | 18,784        | Cộng đồng Madrid   | 13 tháng 6 năm 2015 | Đương nhiệm         | Martínez công khai là người đồng tính.                     |
|            | Óscar Antúnez                |      | Đảng Công nhân Xã hội Tây Ban Nha                   | Hoyos                 | 906           | Extremadura        | 13 tháng 6 năm 2015 | Đương nhiệm         | Antúnez công khai là người đồng tính.                      |
|            | Luis Viejo                   |      | Đảng Công nhân Xã hội Tây Ban Nha                   | Brihuega              | 2,399         | Castile-La Mancha  | 13 tháng 6 năm 2015 | Đương nhiệm         | Viejo là người đồng tính công khai.                        |
|            | Javier Silva                 |      | Đảng Xã hội Catalonia                               | Polinyá               | 8,389         | Catalonia          | 13 tháng 6 năm 2015 | Đương nhiệm         | Silva công khai là người đồng tính.                        |
|            | Rubén García                 |      | Đảng Công nhân Xã hội Tây Ban Nha                   | Torrecaballeros       | 1,323         | Castile and León   | 13 tháng 6 năm 2015 | Đương nhiệm         | García là người đồng tính công khai.                       |
|            | Koldo Goitia                 |      | Đảng Dân tộc chủ nghĩa Basque                       | Lekeitio              | 7,258         | Xứ Basque          | 13 tháng 6 năm 2015 | Đương nhiệm         |                                                            |
|            | Samuel Falomir               |      | Đảng Công nhân Xã hội Tây Ban Nha                   | L'Alcora              | 10,430        | Cộng đồng Valencia | 10 tháng 6 năm 2017 | Đương nhiệm         | Falomir công khai là người đồng tính.                      |
|            | Jordi Ballart                |      | Tot per Terrassa                                    | Terrassa              | 218,535       | Catalonia          | 15 tháng 6 năm 2017 | Đương nhiệm         | Ballart công khai đồng tính và đã kết hôn.                 |
|            | Darío Moreno                 |      | Đảng Công nhân Xã hội Tây Ban Nha                   | Sagunto               | 65,669        | Cộng đồng Valencia | 15 tháng 6 năm 2019 | Đương nhiệm         | Moreno công khai là người đồng tính.                       |
|            | José Veira                   |      | Đảng Nhân dân                                       | Los Molares           | 3,460         | Andalusia          | 15 tháng 6 năm 2019 | Đương nhiệm         | Veira công khai là người đồng tính.                        |
| 112x112px  | Diego Ortiz-González         |      | Đảng Công nhân Xã hội Tây Ban Nha                   | Pinto                 | 51,541        | Cộng đồng Madrid   | 15 tháng 6 năm 2019 | Đương nhiệm         | Ortiz-González công khai là người đồng tính và đã kết hôn. |
|            | Óscar Relaño                 |      | Đảng Công nhân Xã hội Tây Ban Nha                   | Mandayona             | 297           | Castile-La Mancha  | 15 tháng 6 năm 2019 | Đương nhiệm         | Relaño là người đồng tính công khai.                       |
|            | Aritz Abaroa                 |      | Đảng Dân tộc chủ nghĩa Basque                       | Bermeo                | 16,688        | Xứ Basque          | 15 tháng 6 năm 2019 | Đương nhiệm         |                                                            |
|            | Cristian Delgado             |      | Đảng Công nhân Xã hội Tây Ban Nha                   | Barruelo de Santullán | 1,183         | Castile and León   | 15 tháng 6 năm 2019 | Đương nhiệm         | Delgado là người đồng tính công khai.                      |
|            | Luis María Egurrola          |      | Đảng Dân tộc chủ nghĩa Basque                       | Markina-Xemein        | 4,934         | Xứ Basque          | 15 tháng 6 năm 2019 | Đương nhiệm         |                                                            |
|            | Samuel Martín                |      | Đảng Công nhân Xã hội Tây Ban Nha                   | Pasarón de la Vera    | 641           | Extremadura        | 15 tháng 6 năm 2019 | Đương nhiệm         |                                                            |
|            | Víctor Morugij               |      | Đảng Công nhân Xã hội Tây Ban Nha                   | El Barco de Ávila     | 2,298         | Castile and León   | 15 tháng 6 năm 2019 | Đương nhiệm         | Morugij là người đồng tính công khai.                      |
|            | Antonio Muñoz                |      | Đảng Công nhân Xã hội Tây Ban Nha                   | Seville               | 688,711       | Andalusia          | 3 tháng 1 năm 2022  | Đương nhiệm         | Muñoz công khai là người đồng tính.                        |